# 德本製藥
德本製藥股份有限公司，簡稱德本製藥股份、以及德本製藥（港譯作「脫苦海」），2012年7月2日夏天，成為大正製藥控股股份有限公司旗下公司。
而該家公司於1901年由鈴木由太郎，於東京設立名為「鈴木日本堂」，初時銷售止痛藥產品；1933年，開始轉為生產藥膏布，為紀念永田德本，故此設立「德本牌」；1948年，轉為公司化，更名為「鈴木日本堂股份有限公司」；1950年，進軍海外業務，首重試點是位於美國夏威夷，1953年，位於日本中央區日本橋大樓已完成；1989年，更名為「德本製藥股份有限公司」。
2008年，搬遷至東京都港區。2009年，田邉芳男委任現時首席執行官。
總部位於東京都港区芝2-28-8 芝2丁目大樓13F。該主要業務生產、推廣和銷售各類藥物產品

## 連結
- Tokuhon.co.jp （页面存档备份，存于）